# 128-as busz (Budapest)
A budapesti 128-as jelzésű autóbusz a Széll Kálmán tér és a XII. kerületi kútvölgyi Regőczi István tér között közlekedik. A viszonylatot a Budapesti Közlekedési Zrt. üzemelteti.

## Története
1977. január 1-jén a 28Y busz jelzését 128-asra módosították. A járaton 2012. január 23-án bevezették az első ajtós felszállási rendet.

## Útvonala
| Regőczi István tér felé |
| Széll Kálmán tér M vá. – Margit körút – Széll Kálmán tér – Krisztina körút – Csaba utca – Városmajor utca – Diós árok – Józsa Béla köz – Alsó Svábhegyi út – Hadik András utca – Lelesz utca – Felső Svábhegyi út – Galgóczy utca – Regőczi István tér vá. |
| Széll Kálmán tér felé |
| Regőczi István tér vá. – Galgóczy utca – Felső Svábhegyi út – Lelesz utca – Hadik András utca – Alsó Svábhegyi út – Józsa Béla köz – Diós árok – Városmajor utca – Csaba utca – Krisztina körút – Széll Kálmán tér – Margit körút – Széll Kálmán tér M vá. |

## Megállóhelyei
| 0  | Széll Kálmán tér M végállomás | 13 | 4, 6, 17, 56, 56A, 59, 59A, 59B, 61 5, 16, 16A, 21, 21A, 22, 22A, 39, 91, 102, 116, 129, 139, 140, 140A, 149, 155, 156, 221, 222 781, 782, 783, 784, 785, 786, 787, 789, 791, 793, 794, 795 | Autóbusz-állomás, Metróállomás, Volánbusz-állomás, Mammut bevásárlóközpont |
| 2  | Maros utca                    | 10 | 39, 129 |                                                                            |
| 3  | Barabás Villa                 | 9  | 129 |                                                                            |
| 4  | Temes utca                    | 8  | 129 |                                                                            |
| 5  | Szent János Kórház            | 6  | 56, 56A, 59, 59B, 60, 61 22, 22A, 91, 129, 155, 156, 222 | Szent János kórház, Fogaskerekű-állomás                                    |
| 7  | Rőzse köz                     | 5  | |                                                                            |
| 8  | Józsa Béla köz                | 4  | |                                                                            |
| 9  | Tarpatak utca                 | 3  | |                                                                            |
| 10 | Hadik András utca             | 2  | |                                                                            |
| 11 | Lelesz utca                   | 1  | |                                                                            |
| 12 | Felső Svábhegyi út            | 0  | |                                                                            |
| 13 | Regőczi István tér végállomás | 0  | |                                                                            |